# Arroyo Leyes
Arroyo Leyes is een plaats in het Argentijnse bestuurlijke gebied  La Capital in de provincie Santa Fe. De plaats telt 2.241 inwoners.